# Krista Vilijams
Krista Vilijams (енгл. Christa Williams, rođena kao Christa Bojarzin 5. februar 1926 — 28. ili 29. jul 2012) bila je nemačka pop pevačica najpoznatija krajem 1950-ih i početkom 60-ih godina prošlog veka.
Vilijams je izabrana da predstavlja Švajcarsku na Pesmi Evrovizije 1959. sa pesmom "Irgendwoher" (Od negde). Pesma je završila na četvrtom mestu od 11 pesama i dobila je ukupno 14 poena. Takođe je glumila u nekoliko filmova poput:
"At the Green Cockatoo by Night", "The Legs of Dolores" i "Pension Schöller".
1962. godine udala se za pijanistu Alberta Huviga, kojeg je upoznala tokom studiranja. Godine 1968. se povukla iz šou biznisa i osnovala je muzičku školu sa suprugom u Minhenu.
Krista Vilijams je umrla 2012. godine u 86 godini. Sahranjena je na groblju župne crkve Sv. Martina u minhenskom predgrađu Untermenzing.